# Ismael Casas
Ismael Casas Casado (Linares, 7 marzo 2001) è un calciatore spagnolo, difensore svincolato.

## Carriera

### Club
Cresciuto nel settore giovanile del Malaga, ha esordito in prima squadra il 17 agosto 2019, in occasione dell'incontro di Segunda División vinto per 1-0 sul campo del Racing Santander. L'11 luglio 2020 ha prolungato il contratto con gli andalusi fino al 2023. Il 9 giugno 2022 è stato acquistato dalla squadra cipriota dell'AEK Larnaca, con cui ha firmato un contratto biennale.

### Nazionale
Ha giocato nelle nazionali giovanili spagnole Under-18, Under-19 ed Under-20.

## Statistiche

### Presenze e reti nei club
Statistiche aggiornate al 9 marzo 2023.
| Stagione        | Squadra         | Campionato      | Campionato | Campionato | Coppe nazionali | Coppe nazionali | Coppe nazionali | Coppe continentali | Coppe continentali | Coppe continentali | Altre coppe | Altre coppe | Altre coppe | Totale | Totale |
| Stagione        | Squadra         | Comp            | Pres       | Reti       | Comp            | Pres            | Reti            | Comp               | Pres               | Reti               | Comp        | Pres        | Reti        | Pres   | Reti   |
| --------------- | --------------- | --------------- | ---------- | ---------- | --------------- | --------------- | --------------- | ------------------ | ------------------ | ------------------ | ----------- | ----------- | ----------- | ------ | ------ |
| 2018-2019       | Malaga B        | SDB             | 27         | 0          |                 | -               | -               |                    | -                  | -                  |             | -           | -           | 27     | 0      |
| 2019-2020       | Malaga B        | TD              | 12         | 0          |                 | -               | -               |                    | -                  | -                  |             | -           | -           | 12     | 0      |
| Totale Malaga B | Totale Malaga B | Totale Malaga B | 39         | 0          |                 | -               | -               |                    | -                  | -                  |             | -           | -           | 39     | 0      |
| 2019-2020       | Malaga          | SD              | 12         | 0          | CR              | 1               | 0               |                    | -                  | -                  |             | -           | -           | 13     | 0      |
| 2020-2021       | Malaga          | SD              | 19         | 0          | CR              | 0               | 0               |                    | -                  | -                  |             | -           | -           | 19     | 0      |
| 2021-2022       | Malaga          | SD              | 12         | 0          | CR              | 2               | 0               |                    | -                  | -                  |             | -           | -           | 14     | 0      |
| Totale Malaga   | Totale Malaga   | Totale Malaga   | 43         | 0          |                 | 3               | 0               |                    | -                  | -                  |             | -           | -           | 46     | 0      |
| 2022-2023       | AEK Larnaca     | A               | 19         | 0          | CC              | 0               | 0               | UCL+UEL+UECL       | 0+2+3              | -                  |             | -           | -           | 24     | 0      |
| Totale carriera | Totale carriera | Totale carriera | 101        | 0          |                 | 3               | 0               |                    | 5                  | 0                  |             | -           | -           | 109    | 0      |